# Тахото

Тахото

Тахото (яп. 多宝塔 Тахо:то:) — в культовой буддийской архитектуре Японии — хранилище реликвий, впервые появившееся в IX веке и сразу ставшее важнейшим элементом монастырских ансамблей эзотерических сект буддизма. Это постройка, соединяющая в себе формы индийской ступы, как символа тела Будды и японской пагоды; соединение в одном здании круглых и квадратных форм символизирует союз Неба и Земли.

## Хото
Хото (宝塔) или «пагода драгоценностей» — является предком тахото, появление датируется внедрением в Японии буддизма, принадлежащего к школам Сингон и Тэндай, в девятом веке. До наших дней не сохранилось ни одного деревянного хото, только современные копии.

## Дайто
В то время как тахото имеет пропорции в 3x3 кэн, версия с пропорциями в 5x5 кен называется «дайто» (大塔) или 'бо́льшая пагода'.

Это единственный тип тахото, сохранивший первоначальную структуру с рядом колонн или стеной, отделяющей коридор (хисаси) от основной структуры, которого нет в меньших пагодах.
Дайто использовались повсеместно, но до наших дней дошли только некоторые из них. Это храмы Нэгоро-дзи и Конгобу-дзи в префектуре Вакаяма, один — в префектуре Токусима, и еще один храм Нарита-сан в Нарита, префектура Тиба.